# Storia dei patriarchi di Alessandria
La Storia dei patriarchi di Alessandria (titolo originale Ta'rikh Batarikat al-Kanisah al-Misriyah) è una raccolta di testi in lingua araba che riporta le biografie dei patriarchi copti di Alessandria fino al 1894 (e in forma manoscritta fino al 1923).

## Storia
La parte più antica del testo fu probabilmente tratta da Eusebio e dalla tradizione coopta, ma a partire dal VI secolo sembra essere scritta dai testimoni degli avvenimenti narrati. Il testo fu attribuito a Sawiros ibn al-Muqaffa, vissuto nel X secolo e vescovo di al-Ashmunein (in copto Shoum, l'antica Hermoupolis Magna). L'attribuzione al vescovo Sawiros è tuttavia discussa: Den Heijer ritiene che le biografie fino al 1051-1058 fossero state scritte originariamente in lingua coopta, mentre una quinta serie sarebbe stata aggiunta in lingua araba da Michele, vescovo di Tinnis, e i testi precedenti sarebbero stati tradotti in arabo; altri ritengono invece che Severo fosse stato l'autore della parte più antica direttamente in lingua araba, basandosi però su fonti greche e copte.
Fu in seguito proseguita da Mawhub ibn Mansur ibn Mufarrig, diacono di Alessandria e dal patriarca Marco III per il periodo 1131-1167.

## Edizioni
Nel 1713 Eusèbe Renaudot pubblicò la traduzione del testo in lingua latina, con il titolo di Historia patriarcharum alexandrinorum jacobitarum.
Un'edizione scientifica in lingua araba fu iniziata da Christian Friedrich Seybold nel 1904.
Il testo, fino alla biografia del 52º patriarca Giuseppe, morto nell'849, venne tradotto in inglese da Basil Thomas Alfred Evetts con il titolo di History of the Patriarchs of the Coptic Church of Alexandria, che pubblicò testo arabo e traduzione inglese in quattro fascicoli nella collana della Patrologia Orientalis. I quattro fascicoli vennero ristampati al Cairo negli anni quaranta ad opera della Société d'archéologie copre, con il titolo di History of the patriarchs of the Egyptian Church. Known as the History of the Holy Church by Sawirus ibn al-Mukaffa', bishop of al-Asmunin, e a questi fecero seguito altri otto fascicoli (per un totale di dodici) con la traduzione delle biografie fino al 1243, gli ultimi due pubblicati nel 1974.